# بوب أولسون
بوب أولسون (بالإنجليزية: Bob Olson)‏ هو لاعب كرة قدم أمريكية أمريكي، ولد في 1949.